# 裂胸蟎科
裂胸蟎科（學名：Blattisociidae）是蛛形纲蜱蟎亞綱中氣門蟎目之下一個螨虫的科。

## 分類
根據TaiBIF，本科包括下列四個屬：
- Blattisocius（英语：Blattisocius）
- 手綏蟎屬 Cheiroseius：在台灣分佈有8個物種；
- Lasioseius
- Platyseius

但除了Blattisocius以外，其他文獻認為餘下的三個屬都應該屬於囊蟎科。

## 外部連結
- 維基物種上的相關：裂胸蟎科